# جيليان آرمسترونغ
جيليان آرمسترونغ (بالإنجليزية: Gillian Armstrong)‏ مواليد 18 ديسمبر 1950 في ملبورن، فيكتوريا، أستراليا، هي مخرجة وكاتبة سيناريو أسترالية بدأت مسيرتها الفنية عام 1970.

## الأعمال
- 1994: امرأة صغيرة

## وصلات خارجية
- جيليان آرمسترونغ على موقع IMDb (الإنجليزية)
- جيليان آرمسترونغ على موقع الموسوعة البريطانية (الإنجليزية)
- جيليان آرمسترونغ على موقع مونزينجر (الألمانية)
- جيليان آرمسترونغ على موقع ألو سيني (الفرنسية)
- جيليان آرمسترونغ على موقع تيرنر كلاسيك موفيز (الإنجليزية)
- جيليان آرمسترونغ على موقع أول موفي (الإنجليزية)
- جيليان آرمسترونغ على موقع بوكس أوفيس موجو (الإنجليزية)
- جيليان آرمسترونغ على موقع قاعدة بيانات الأفلام السويدية (السويدية)
- جيليان آرمسترونغ على موقع إن إن دي بي (الإنجليزية)
- جيليان آرمسترونغ على موقع قاعدة بيانات الفيلم (الإنجليزية)